# Веньшань
Район Веньшань (кит.: 文山區) — район в столиці та місті центрального підпорядкування Республіки Китай Тайбеї.

## Географія
Площа району Веньшань на 10 вересня 2017 становила близько 31,5090 км².

## Населення
Населення району Веньшань на 15 серпня 2006 становило близько 260 412 осіб. Густота населення становила 8264,7 осіб/км².